# Freya Allan
Freya Allan (Oxfordshire, 6 settembre 2001) è un'attrice britannica.

## Biografia
Nata nell'Oxfordshire, Inghilterra, ha frequentato la Headington School a Oxford. Ha proseguito la sua educazione artistica alla National Film and Television School di Beaconsfield, nel Buckinghamshire, dove, come parte del programma scolastico, ha recitato in due cortometraggi: Bluebird e The Christmas Tree. Ha frequentato inoltre la Arts University Bournemouth dove ha recitato nel ruolo di Linda nel cortometraggio Captain Fierce.
Allan ha preso parte in un ruolo minore al primo episodio della serie del 2019 La guerra dei mondi. Dallo stesso anno affianca Henry Cavill, nei panni della principessa Ciri, nella serie fantasy The Witcher creata da Lauren Schmidt Hissrich, adattamento della Saga di Geralt di Rivia scritta dal polacco Andrzej Sapkowski.
Ha debuttato al cinema nel 2021, nel film d'azione Gunpowder Milkshake. Nel 2024 è protagonista, assieme a Owen Teague, de Il regno del pianeta delle scimmie, decimo capitolo del franchise de Il pianeta delle scimmie.

## Filmografia

### Cinema
- Bluebird, regia di Meg Campbell – cortometraggio (2017)
- The Christmas Tree, regia di Meg Campbell – cortometraggio (2017)
- Captain Fierce, regia di Kai Axmacher – cortometraggio (2017)
- Gunpowder Milkshake, regia di Navot Papushado (2021)
- Il regno del pianeta delle scimmie (Kingdom of the Planet of the Apes), regia di Wes Ball (2024)

### Televisione
- Into the Badlands – serie TV, episodio 3x05 (2018)
- La guerra dei mondi (The War of the Worlds), regia di Craig Viveiros – miniserie TV, 1 puntata (2019)
- The Witcher – serie TV (2019-in corso)
- The Third Day – miniserie TV, 5 puntate (2020)

## Doppiatrici italiane
Nelle versioni in italiano delle opere in cui ha recitato, Freya Allan è stata doppiata da:
- Margherita De Risi in The Witcher, The Third Day, Il regno del pianeta delle scimmie